# N16 (Demokratische Republik Kongo)
Die N16 ist eine Fernstraße in der Demokratischen Republik Kongo, die in Kisantu an der Ausfahrt der N1 beginnt und in Mayamba ebenfalls an der N1 endet. Ein kurzes Teilstück wird durch einen Fluss getrennt. Sie ist 441 Kilometer lang.